# درگ (هنر)

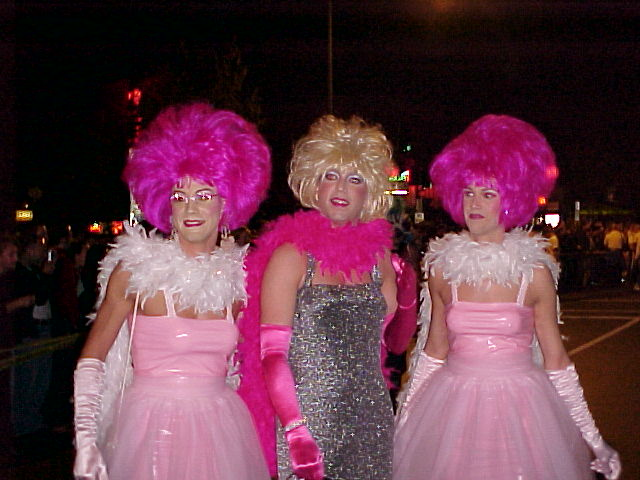
شرکت‌کنندگان در مسابقهٔ درگ پاشنه‌بلند در واشنگتن دی سی

واژه «درَگ» (انگلیسی: drag) به مبدل‌پوشی و نمایش مردانگی، زنانگی و یا دیگر اشکال بیان جنسیت اشاره دارد. درگ کوئین یا زن‌پوش فردی است (معمولاً مرد) که زنانگی را به نمایش می‌گذارد و درگ کینگ یا مردپوش یک هنرمند غیر مرد است که لباس مردانه می‌پوشد و نقش‌های جنسیتی مردانه را به صورت نمایشی و اغراق‌آمیز اجرا می‌کند.  